# Nowa Łubianka
Nowa Łubianka (deutsch Neu Lebehnke, früher auch Neu-Lebehnke) ist ein Dorf in der Landgemeinde (Gmina) Szydłowo (Groß Wittenberg) im Powiat Pilski (Schneidemühler Kreis) der polnischen Woiwodschaft Großpolen.

## Geographische Lage
Das Dorf liegt im Netzedistrikt im ehemaligen Westpreußen, etwa zwölf Kilometer ostsüdöstlich von Deutsch Krone (Wałcz), zehn Kilometer nördlich von Groß Wittenberg (Szydłowo) und drei Kilometer westnordwestlich von (Alt) Lebehnke (Stara Łubianka).

## Geschichte
Die Grenzregion des Netzedistrikts, in der das Dorf liegt, hatte ursprünglich zum Herzogtum Pommern gehört, war vorübergehend unter polnische Herrschaft gelangt und dann an die Markgrafen von Brandenburg gekommen. Im Rahmen der Ersten Teilung Polen-Litauens, mit der die Wiedervereinigung Preußens einherging, kam die Region 1772 an Preußen zurück.
Die Streusiedlung Neu Lebehnke wurde im Rahmen der Urbarmachung des Netzebruchs angelegt, die von König Friedrich II. initiiert und mit der im Amt Lebehnke schon 1776 begonnen worden war. 1818 gab es die Landgemeinde Neu Lebehnke noch nicht. Das Dorf Neu Lebehnke gehörte 1839 zum Gerichtsbezirk Jastrow und war 1845 dem Land- und Stadtgericht Deutsch Krone zugeordnet.
Um 1930 hatte die Gemeinde Neu Lebehnke eine 4 km² große Gemarkungsfläche, und auf dem Gemeindegebiet, auf dem Neu Lebehnke der einzige Wohnplatz war, standen 23 bewohnte Wohnhäuser.
Im Jahr 1945 gehörte das Dorf Neu Lebehnke zum Landkreis Deutsch Krone im Regierungsbezirk Grenzmark Posen-Westpreußen der preußischen Provinz Pommern des Deutschen Reichs. Neu Lebehnke war dem Amtsbezirk Lebehnke angegliedert.
Im Februar 1945 wurde Neu Lebehnke von der Roten Armee besetzt. Nach Beendigung der Kampfhandlungen wurde die Region seitens der sowjetischen Besatzungsmacht zusammen mit ganz Hinterpommern und der südlichen Hälfte Ostpreußens – militärische Sperrgebiete ausgenommen – der Volksrepublik Polen zur Verwaltung überlassen. Es wanderten nun Polen zu. Neu Lebehnke wurde unter der polnischen Ortsbezeichnung „Nowa Łubianka“ verwaltet. Die einheimische Bevölkerung wurde von der polnischen Administration aus Neu Lebehnke vertrieben.

### Demographie
| Jahr | Einwohner | Anmerkungen                                                                                            |
| ---- | --------- | --- |
| 1852 | 171       | [ 5 ]                                                                                                  |
| 1864 | 180       | darunter 51 Evangelische und 129 Katholiken                                                            |
| 1910 | 129       | am 1. Dezember, darunter 44 Evangelische und 85 Katholiken; drei Personen mit polnischer Muttersprache |
| 1925 | 135       | darunter 47 Evangelische und 88 Katholiken                                                             |
| 1933 | 129       | [ 8 ]                                                                                                  |
| 1939 | 115       | [ 8 ]                                                                                                  |

## Kirche
Die Protestanten der hier bis 1945 anwesenden Dorfbevölkerung gehörten zur Pfarrei Lebehnke.